# Apatania wallengreni
Apatania wallengreni là một loài Trichoptera trong họ Apataniidae. Chúng phân bố ở miền Cổ bắc.